# Тейлор, Питер (футболист, 1928)
Питер Томас Тейлор (2 июля 1928, Ноттингем, Англия — 4 октября 1990, Мальорка, Испания) — английский футболист, игравший на позиции вратаря, затем тренер. Работал со знаменитым тренером Брайаном Клафом в различных клубах в 1960-х — 1980-х годах.

## Игровая карьера
Тейлор начал свою карьеру в «Ноттингем Форест». В 1950 году присоединился к «Ковентри Сити». Под руководством Гарри Сторера-младшего Небесно-голубые заняли седьмое место во втором дивизионе в сезоне 1950-51, вылетев в следующем сезоне. Они закончили сезон на шестом месте в третьем дивизионе Юга в сезоне 1952-53, прежде чем упасть до 14-го места под руководством Джека Фэйрбразера в сезоне 1953-54, а затем заняли девятое место в сезоне 1954-55. Тейлор не пропустил ни единого гола в 86 матчах, сыгранных за пять лет на «Хайфилд Роуд».
Летом 1955 года Питер был продан в «Мидлсбро» после прихода в Ковентри Джесса Карвера, нового менеджера, после оценки состава команды новым тренером Джорджем Рейнором. В биографии Джорджа Рейнора, написанной Эшли Хайном, этот трансфер считается одним «из тех, который изменил ход британской истории футбола» потому, что Тейлор впервые встретил Брайана Клафа, молодого нападающего. При Бобе Деннисоне «Боро» занял 14-е место во втором дивизионе в 1955-56, затем шестое место в сезоне 1956-57, седьмое в сезоне 1957-58, 13-е место в сезоне 1958-59 и пятое место в 1959-60 и 1960-61 сезонах. За шесть лет выступлений на «Эйрсом Парк», он в общей сложности 140 раз выходил на поле.
В июне 1961 года менеджер «Порт Вейл» Норман Лоу заплатил £ 750 за услуги Тейлора. На «Вейл Парк» Тейлор вышел лишь единожды: в матче третьего дивизиона против «Брэдфорд Парк Авеню» 3 февраля 1962 года (поражение 2:1). В мае 1962 года в качестве свободного агента присоединился к «Бертон Альбион», в котором он начал свою карьеру менеджера.

## Тренерская карьера
В октябре 1962 года Тейлору предложили работу менеджера «Бертон Альбион». При Тейлоре клуб провёл один из самых успешных периодов в истории, выиграв с ним Кубок Южной футбольной лиги в 1964 году. Годом позже он стал помощником тренера Брайана Клафа в «Хартлпулс Юнайтед». До их прибытия клуб четырежды в предыдущие шесть лет терял статус профессионального. Через два года клуб занял 8-е место в Четвёртом дивизионе Футбольной лиги.
В то время как Клаф вдохновлял и мотивировал команду, Тейлор искал талантливых и потенциально талантливых игроков. Клаф однажды сказал своему коллеге: «Я не могу успешно обойтись без Питера Тейлора: я окно магазина, а он товар со спины». Сам Тейлор описал своё партнёрство так: «Мы просто загущенное вместе, мы заполнили пробелы … Моя сила была в покупке и выборе нужного игрока, а обязанность Брайана была формировать игрока».

## «Дерби Каунти»
В мае 1967 года Клаф и Тейлор поступили на работу в «Дерби Каунти». Команда, которую они построили для «Хартлпулс Юнайтед», перешла в Третий дивизион в следующем году. В «Дерби» Тейлор и Клаф продолжили политику обновления: Тейлор подписал таких игроков как Дейв Макай и Рой Макфарланд. «Дерби» перешёл в Первый дивизион в 1969 году. Команда заняла четвёртое место в 1970 году и выиграла чемпионат лиги в 1972 году — впервые в истории клуба. «Дерби» добрался до полуфинала Кубка европейских чемпионов в следующем сезоне, проиграв в упорной борьбе «Ювентусу». 15 октября 1973 года Тейлор и Клаф подали в отставку, частично из-за спора с правлением клуба по поводу формирования состава перед матчем с «Ювентусом», но в значительной степени из-за неопределённой роли Тейлора, хотя были и другие многочисленные причины отставки. Это вызвало протесты болельщиков. На следующей домашней игре «Дерби» против «Лестер Сити» 20 октября, болельщики «Дерби» потребовали восстановления Клафа и Тейлора на посту.

## «Брайтон энд Хоув Альбион»
Клаф и Тейлор возглавили «Брайтон энд Хоув Альбион», который выступал в Третьем дивизионе, 1 ноября 1973 года, хотя на этот раз успехи были меньшими. В самом первом матче команда проиграла 4:0 дома «Уолтон энд Хершем» в кубковой переигровке, а затем 8:2 дома «Бристоль Роверс» 1 декабря. «Брайтон» закончил сезон на 19 месте в итоговой таблице этого сезона, едва избежав вылета в Четвёртый дивизион.
Клаф перешёл на работу в «Лидс Юнайтед» в июле 1974 года, но Тейлор отказался от перехода, оставшись в клубе Южного побережья ещё на два сезона, приведя команду к четвёртому месту в сезоне 1975-76. Через год Брайтон повысился в классе, перейдя во Второй дивизион под руководством Маллери, а в сезоне 1978-79 они достигли Первого дивизиона.

## «Ноттингем Форест»
16 июля 1976 года Тейлор ушёл в отставку с поста менеджера клуба и воссоединился с Клафом, который к этому времени перешёл в Ноттингем Форест.
В течение года после прибытия Тейлора, Форест был повышен до Первого дивизиона. В 1977 году Тейлор и Клаф решили заменить Джона Мидлтона Питером Шилтоном, которого они купили за £ 270,000; Тейлор рассуждал: «Шилтон выигрывает ваши матчи». В своём первом сезоне после возвращения в высший дивизион, «Ноттингем Форест» решительно выиграл чемпионат с разницей со вторым местом («Ливерпуль») в семь очков, пропустив всего 24 гола в 42 играх с Шилтоном в воротах. Они также выиграли Кубок Лиги, победив со счётом 1:0 тот же «Ливерпуль» в матче-переигровке. В 1979 году «Форест» выиграл Кубок европейских чемпионов, победив «Мальмё», а затем снова выигрывает Кубок Лиги. Кубок европейских чемпионов снова покорился им год спустя, на этот раз в финале был повержен «Гамбург» Кевина Кигана, хотя клуб не смог в третий раз подряд выиграть Кубок Лиги после поражения в финале от «Вулверхэмптон Уондерерс».

## Возвращение в «Дерби Каунти»
Тейлор ушёл в отставку в мае 1982 года после того, как «Форест» закончил сезон 12-м в лиге и был выбит из Кубка Англии в третьем раунде клубом «Рексем», но шесть месяцев спустя он согласился стать менеджером «Дерби», в ноябре того же года. В то время «Дерби» проходил через серьёзные финансовые испытания и был в нижней части таблицы. В третьем раунде Кубка Англии 8 января 1983 года они были выбиты «Ноттингемом» Клафа со счётом 2:0 на Baseball Ground. Они достигли 5-го тура, где проиграли «Манчестер Юнайтед» 0:1 дома. В том сезоне «Дерби» сотворил 14-матчевую беспроигрышную серию.
Тем не менее, в следующем сезоне Тейлор ушёл в отставку в начале апреля 1984 года, так как клуб вылетел в Третий дивизион и у него не было денег на новых игроков. «Дерби» почти стал банкротом и был спасён в последний момент в конце марта 1984 года. Тем не менее, команда достигла финала в Кубке Англии в том сезоне, проиграв со счётом 0:1 в переигровке «Плимут Аргайл», пропустив мяч с прямого углового. Доход, полученный от Кубка Англии, помогли сохранить клуб на плаву.
В течение нескольких месяцев в 1985 году Тейлор работал неполные рабочие дни, чтобы помочь Ричи Баркеру в «Ноттс Каунти».

## Ссора с Клафом
Взаимоотношения Тейлора и Клафа были натянутыми. В период работы в «Дерби» Тейлор был раздражён, когда узнал, что Клаф получил повышение зарплаты от Сэма Лонгсона, а Тейлор нет. Кроме того, он был раздражён тем, что Клаф часто получал дополнительные деньги от выступлений в средствах массовой информации, в то время как он был вынужден оставаться в клубе, чтобы проделывать большую часть работы с игроками. Это привело к тому, что он принял предложение стать помощником тренера «Манчестер Юнайтед» Фрэнка О’Фаррелла в 1972 году, хотя сделка и была заблокирована Мэттом Басби. Отношения ухудшились осенью 1980 года, когда Тейлор опубликовал книгу «With Clough, by Taylor» автобиографию Клафа, которая была в значительной степени основана на их совместной работе. Тейлор не сказал Клафу, что он пишет книгу, и разгневанный Клаф не дал ему долю доходов.
Несмотря на то, что они изначально были в равных условиях, когда Тейлор ушёл в отставку в мае 1982 года, отношения были окончательно разрушены навсегда после спора о трансфере Джона Робертсона из «Фореста» в «Дерби», которым Тейлор теперь управлял, в мае 1983 года Клаф был, по-видимому, возмущён, что Тейлор не сообщил ему о сделке. Клаф напал на Тейлора в бульварной статье от 3 июля 1983 года, назвав его «гремучей змеёй», «змеёй в траве» (англ. "rattlesnake", "a snake-in-the-grass") и сказал: «We pass each other on the A52 going to work on most days of the week. But if his car broke down and I saw him thumbing a lift, I wouldn’t pick him up, I’d run him over».
Они никогда больше не говорили друг с другом. В последние годы своей жизни Тейлор писал газетные статьи, дающие свой взгляд на футбол. В 1989 году, за год до своей смерти, Тейлор призвал Клафа в статье уйти на пенсию до того, как глава клуба Лонгсон отправил бы его в отставку, либо же ему пришлось бы уйти по состоянию здоровья, так как здоровье может пострадать под напряжением от работы главным тренером на таком высоком уровне. Через четыре года Клаф ушёл в отставку.

## Смерть
Питер Тейлор внезапно умер во время отдыха в Коста-де-Лос-Пинос, Майорка, в возрасте 62 лет 4 октября 1990 года от лёгочного фиброза, с которым он жил с 59 лет. Когда Брайану Клафу сообщил о смерти Тейлора Рон Фентон, он положил трубку и тяжело заплакал. Несмотря на своё сильное расстройство, Клаф сделал телефонный звонок семье Тейлора. Клаф присутствовал на похоронах 11 дней спустя и посвятил свою автобиографию (1994) Тейлору со словами: «Питеру. Всё ещё очень скучаю по тебе. Однажды ты сказал: „Когда избавишься от меня, в твоей жизни не будет так много смеха“. Ты был прав». (англ. "To Peter. Still miss you badly. You once said: 'When you get shot of me there won't be as much laughter in your life'. You were right").
Тейлор был похоронен на кладбище церкви Святого Петра в Уидмерпул, Ноттингемшир.

## Тренерские достижения

### Главный тренер
Бертон Альбион
- Кубок Южной футбольной лиги (1): 1964

### Второй тренер
Дерби Каунти
- Первый дивизион Футбольной лиги (1): 1971-72
- Второй дивизион Футбольной лиги (1): 1968-69
- Texaco Cup (1): 1971-72
- Кубок Уотни (1): 1970

### Помощник главного тренера
Ноттингем Форест
- Первый дивизион Футбольной лиги (1): 1977-78
- Лига чемпионов УЕФА (2): 1979, 1980
- Суперкубок УЕФА (1): 1979
- Кубок Футбольной лиги (2): 1978, 1979
- Суперкубок Англии по футболу (1): 1978

## Образ в популярной культуре
- В фильме Проклятый «Юнайтед» (2009) Питера Тейлора сыграл актёр Тимоти Сполл.